# Muhafazah
Muḥāfaẓah în arabă:مُحَافَظَة pronunție în arabă [muˈħaːfaðˤa]; pl. în arabă:مُحَافَظَات muḥāfaẓāt pronunție în arabă [muħafaˈðˤaːt]) este o diviziune administrativă de prim nivel diviziune administrativă a multor țări arabe și o diviziune administrativă de nivelul doi în Arabia Saudită. Termenul este de obicei tradus în „guvernorat”, și ocazional în „provincie”. Provine din rădăcina arabă ح-ف-ظ ḥ-f-ẓ (verb: حفظ ḥafaẓa), care înseamnă a „păstra” și „a păzi”. Capul unui muḥāfaẓah este (مُحَافِظ) muḥāfiẓ.

## Muhafazat în țările arabe
- Guvernoratele Bahrainului
- Guvernoratele Egiptului
- Guvernoratele Irakului
- Guvernoratele Iordaniei
- Guvernoratele Kuweitului
- Guvernoratele Libiei (istorice)
- Guvernoratele Libanului
- Guvernoratele Omanului
- Guvernoratele Palestinei
- Guvernoratele Arabiei Saudite (nivelul 2)
- Guvernoratele Siriei
- Guvernoratele Yemenului

Guvernoratele Tunisiei sunt wilāyah în arabă.